# Letovirinae
Letovirinae vormen een onderfamilie van de Coronaviridae. De subfamilie bestaat uit een geslacht (Alphaletovirus) en een ondergeslacht (Milecovirus). Anno 2020 is er maar een soort bekend in deze onderfamilie, het Microhyla letovirus 1.